# Червоноармійський дендропарк
Червоноармі́йський дендропа́рк — парк-пам'ятка садово-паркового мистецтва місцевого значення. Об'єкт розташований на території Болградського району Одеської області, біля села Кубей. 
Площа — 55 га. Статус отриманий у 1979 році. Перебуває у віданні Кубейської сільської ради. 
Дендропарк засновано у 1971 році за ініціативою та активною участю колишнього місцевого агронома Г. К. Фучеджи на непридатних землях, що прилягають до балки Чийши-Кулак. У парку є  джерело. Парк налічував більше 120 деревно-чагарникових порід, які завозилися сюди з Ялти (Никитський ботанічний сад), Одеси (Ботанічний сад  Одеського  університету), Умані (дендропарк «Софіївка»). Його територія інтенсивно використовується як рекреаційна зона. 
Тепер тут зростає 114 видів деревно-чагарникових рослин, в тому числі 11 голонасінних, 60 покритонасінних дерев, 51 кущ та 3 ліани.